# Vojna postrojba
Vojna postrojba ili vojna jedinica je organizacijska cjelina u granama, rodovima i službama oružanih snaga, namijenjena za obavljanje borbenih i neborbenih zadaća. Oružane snage podijeljene su na vojne postrojbe radi lakšeg zapovijedanja i svrhovitije uporabe u ratu i miru, bojnog djelovanja, logističkog osiguranja i izobrazbe pripadnika (vojnika). Sastav svake postrojbe utvrđuje se odlukom o ustroju. 
Vojne postrojbe sastavljene su od vojnika, dočasnika i časnika. Postrojbom zapovijeda zapovjednik postrojbe.